# Sticharion
Lo sticharion (anche stikharion o stichar; in greco antico: στιχάριον?; in antico slavo Стиха́рь, Stichár') è un paramento liturgico del rito bizantino utilizzato dalle Chiese ortodosse orientali e cattoliche orientali, più o meno analogo in funzione al camice della Chiesa occidentale. Lo sticharion è indossato da tutte le classi di ministri ordinati nel rito bizantino e si presenta in due forme: una indossata dai sacerdoti e una indossata dai diaconi e dagli altri ministranti.

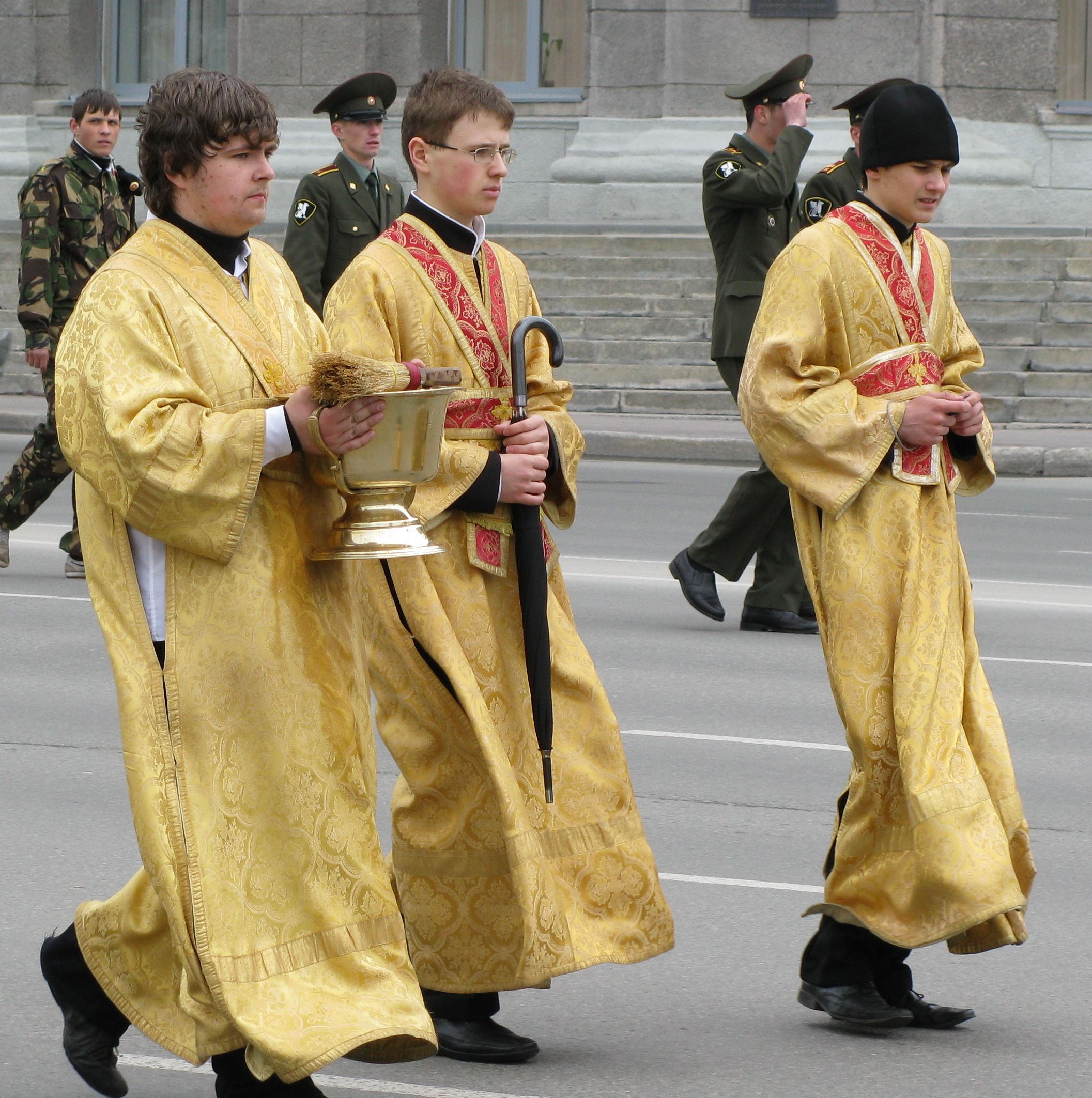
Dei suddiaconi indossano lo Sticharion

Lo sticharion, avente la forma di un camice con scollatura a girocollo, deriva dal chitone, un indumento con maniche lunghe che arrivava fino a terra e veniva indossato nell'antichità sia da uomini che da donne e viene generalmente utilizzato sopra il rasso e sotto tutti gli altri paramenti, quando ce ne sono. In base al grado della persona che lo indossa può avere varie caratteristiche:
- Accoliti e cantori: può essere di vari colori (solitamente oro, bianco e verde) ed è decorato da galloni posti in maniera simile a quelli della dalmatica (ovvero, sia davanti e dietro, due galloni paralleli che vanno dalle spalle ai piedi che sono uniti orizzontalmente da due galloni più corti);
- Suddiaconi: anch'esso può essere di vari colori (generalmente oro, rosso e bianco) e, a differenza di quello degli accoliti e dei cantori, è privo di galloni e viene stretto alla vita da una fascia;
- Diaconi: lo sticario diaconale, che sostituisce la dalmatica e che di solito ha il colore oro, o rosso, o bianco, è decorato da un solo gallone a circa dieci centimetri dalla fine delle maniche e del bordo inferiore della veste, e da un quadrato (che inscrive la scollatura), all'interno del quale, sulla parte posteriore, si trova il disegno di una croce;
- Presbiteri e vescovi: viene indossato quando presiedono la Divina Liturgia al disotto di tutti i paramenti e, in questo caso, è bianco e può presentare delle decorazioni a galloni dorati o anche rossi lungo il bordo inferiore.

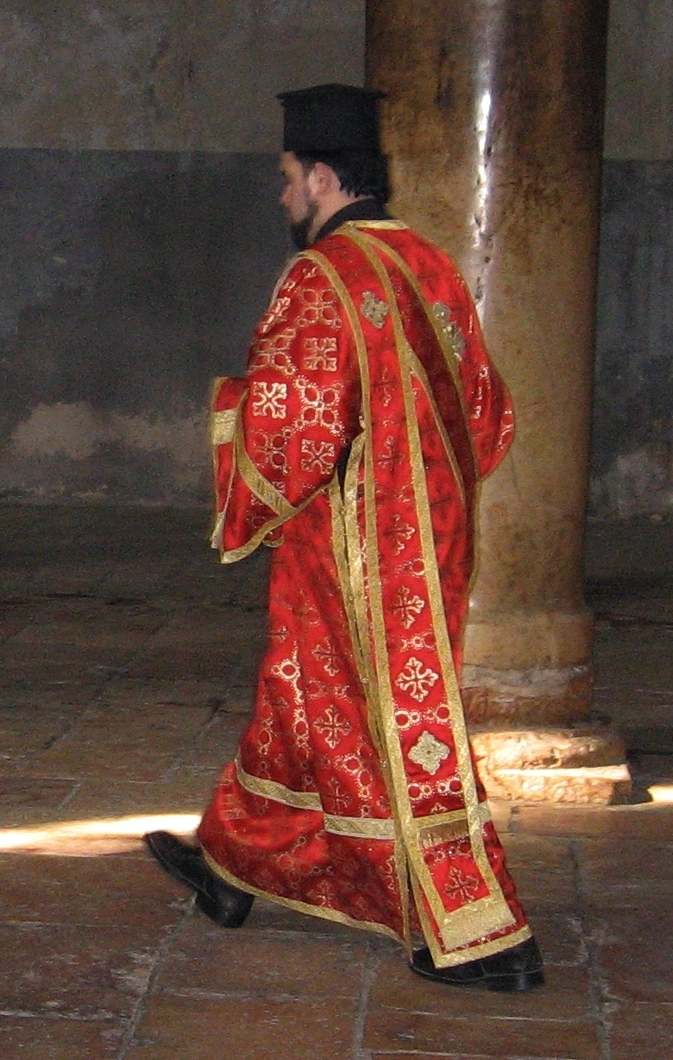
Un diacono greco-ortodosso indossa uno sticharion rosso e un orarion.

## Diaconi e ministranti
Nella forma indossata da diaconi, suddiaconi, chierichetti e talvolta dai lettori, lo sticharion è una lunga veste con maniche lunghe e larghe, allacciata al collo e spesso aperta sui lati ma tenuta chiusa con bottoni o lacci. Quindi nella forma è vicino alla dalmatica e alla tunicella del cristianesimo occidentale. Di solito c'è una croce ricamata o applicata al centro della schiena, tra le scapole. Questo tipo di sticharion è spesso realizzato in ricco broccato nei vari colori liturgici e indossato come paramento esterno. Lo sticharion è il simbolo di "una coscienza pura e tranquilla, una vita immacolata e la gioia spirituale nel Signore che ne deriva".

## Sacerdoti e vescovi

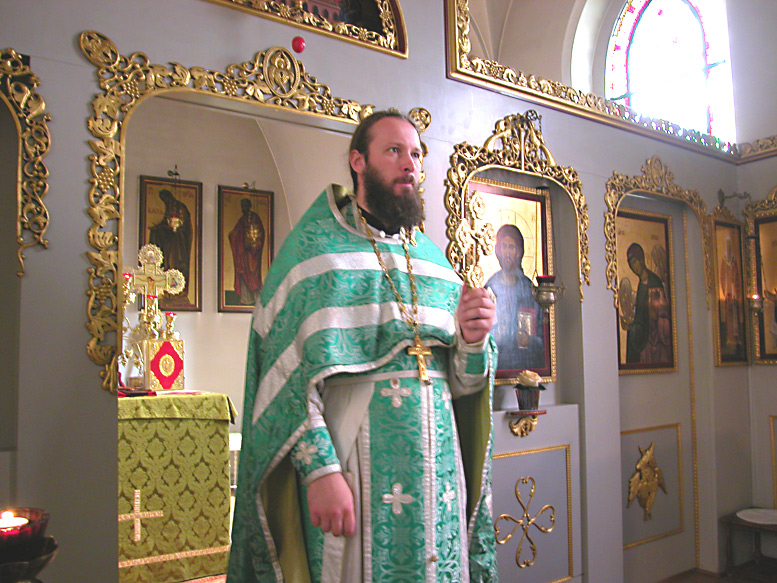
Un sacerdote ortodosso russo con una croce benedizionale. Lo sticharion bianco è appena visibile sotto le vesti verdi.

Lo sticharion utilizzato da sacerdoti e vescovi è indossato come paramento più intimo. In questa forma, è spesso realizzato con un tessuto più leggero: lino, raso, seta, e altro, ed è solitamente di colore bianco, sebbene possa anche essere realizzato in tessuto colorato. Di solito è molto meno ornato dello sticharion del diacono. Lo sticharion del sacerdote ha maniche strette che si allacciano ai polsi. Il colore bianco simboleggia che la grazia dello Spirito Santo riveste il celebrante con un abito di salvezza.
Nella tradizione russa, lo sticharion di un vescovo può essere abbellito in modo più elaborato di quello di un prete ed è talvolta chiamato podsakkosnik (russo: подсаккосник), letteralmente sottosakkos.
I sacerdoti copti indossano uno sticharion bianco con una grande croce sul davanti e sul retro e più piccole su ciascuna manica. "Ⲓⲏ̅̅ⲥ̅̅ Ⲡⲓⲭ̅̅ⲥ̅̅ ̀Ⲡϣⲏⲣⲓ ̀ⲙⲫ̅ϯ" (Nomina sacra per Ⲓⲏⲥⲟⲥ Ⲡⲓ̀ⲭⲣⲏⲥⲧⲟⲥ ̀Ⲡϣⲏⲣⲓ ̀ⲙⲪⲛⲟⲩϯ), che significa "Gesù Cristo, il Figlio di Dio", è solitamente scritto attorno alle croci. Un indumento simile a un epitrachelion viene solitamente indossato sopra ma non utilizzato durante i servizi minori, insieme ad altri indumenti in occasioni speciali. I sacerdoti caldei e assiri indossavano un indumento simile a un camice, chiamato kottinâ. Anche il kuttino siriaco ormai è quasi sempre bianco. Il patmucan armeno e il qamis etiope sono simili allo sticharion.

## Uso liturgico
Diaconi, suddiaconi e chierichetti indossano lo sticharion in qualsiasi servizio in cui vengono impegnati. Tuttavia, nella pratica della Chiesa greca, si è sviluppata l'usanza, durante i servizi minori, di indossare solo l'orarion e l'epimanikia senza lo sticharion.
Prima della vestizione, il diacono o i servitori dell'altare prenderanno il suo sticharion affinché il sacerdote (o il vescovo, se è presente) lo benedica prima di indossarlo. Vescovi e sacerdoti benediranno essi stessi i loro paramenti prima di vestirli. Ogni ministro bacerà la croce sul retro del proprio felonion prima di indossarlo.
Quando si vestono per la Divina liturgia, i sacerdoti e i diaconi dicono la seguente preghiera di vestizione mentre indossano le vesti:
L'anima mia si rallegrerà nel Signore, poiché mi ha rivestito con l'abito della salvezza e con il manto della gioia; Ha posto su di me una corona come su uno sposo e mi ha adornato di bellezza.
Quando un vescovo veste le vesti davanti alla Divina Liturgia, la preghiera di cui sopra viene letta dal Protodiacono, mentre i suddiaconi gli impongono la veste. A volte questa preghiera viene cantata dal coro durante la vestizione del vescovo.